# يودناين

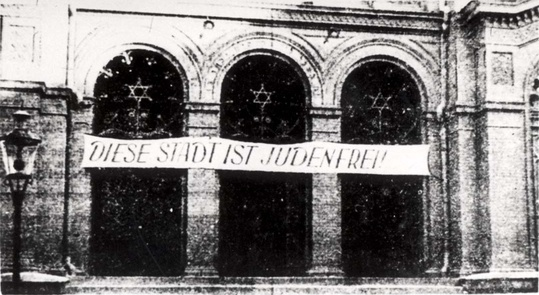
لوحة مكتوبة باللغة الألمانية "تم تحرير المدينة من اليهود" في مدينة بيدغوشتش البولندية في شهر سبتمبر سنة 1939م

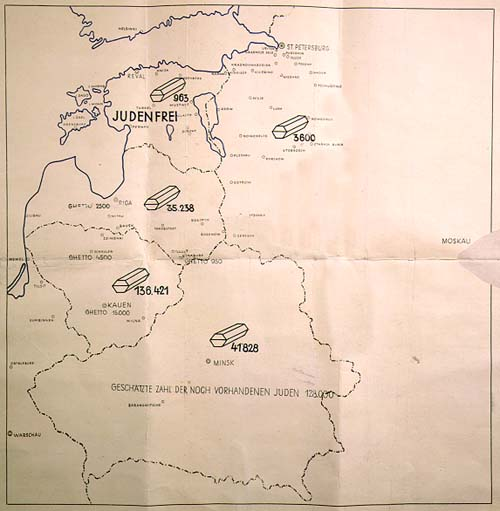
خريطة ألمانية تظهر إحصاء التطهير العرقي من اليهود في أستونيا وروسيا وليتوانيا وبيلاروسيا

يودناين (بالألمانية: Judenrein) وتعني (التطهير من اليهود) ، ومعنى آخر يوديفري (بالألمانية: Judenfrei) وتعني تحرير من اليهود، هي مصطلح ألماني حديث ظهرت في عهد ألمانيا النازية، وهي برنامج حكومة ألمانيا النازية للتخلص من اليهود، وقد ظهرت المصطلح منذ تولي القائد أدولف هتلر عام 1933م، وكانت ترتكز على سياسة ترحيل اليهود في ألمانيا، وبعد بداية الحرب العالمية الثانية سنة 1939 ، بدأت سياسة إقصاء العرق اليهودي من أوروبا تمتد من بولندا وما تبقى من أوروبا الشرقية كدولة بوروسيا وبيلا روسيا والاتحاد السوفيتي وغير ذلك .

## الصراع العربي الإسرائيلي
أثناء الأزمة في الأراضي الفلسطينية ، والتخوف الكثيرين من المستوطنين اليهود في الضفة الغربية المسمى "يهودا والسامرة" ، فإن رئيس الحكومة الإسرائيلية بنيامين نتنياهو يحذر من ظاهرة يودناين (التطهير من اليهود) ، وقال وزير الخارجية الألماني فرانك-فالتر شتاينماير في حديثه مع نتنياهو، أن إسرائيل استخدمت مصطلحاتها (يودناين) وأن يهودا والسامرة لا يمكن أن تسمي بهذا المصطلح. "